# Elizabeth Carew
Elizabeth Carew, även känd under sitt födelsenamn Elizabeth Bryan, född 1500, död 1546, var en engelsk adelskvinna. Hon har utpekats som älskarinna till Henrik VIII av England (1514). 
Hon var dotter till Sir Thomas Bryan och Margaret Bourchier och syster till Sir Francis Bryan, och gifte sig med Sir Nicholas Carew. Hon hade vuxit upp vid hovet, och tillhörde Henrik VIII:s inre cirkel och deltagare i hans nöjesliv. Under 1514 noterades det att kungen gav henne många dyrbara gåvor och det förekom rykten om ett förhållande mellan dem, men det är möjligt att det snarare var Charles Brandon, 1:e hertig av Suffolk hon hade en relation med. 